# 1542 Schalen
1542 Schalen је астероид главног астероидног појаса. Приближан пречник астероида је 45,19 ,
а средња удаљеност астероида од Сунца износи 3,097 астрономских јединица (АЈ).
Инклинација (нагиб) орбите у односу на раван еклиптике је 2,763 степени, а орбитални период износи 1990,862 дана (5,450 година). Ексцентрицитет орбите астероида износи 0,110.
Апсолутна магнитуда астероида износи 10,30 а геометријски албедо 0,065.
Астероид је откривен 26. августа 1941. године.